# Bajev et al. v. Rusland
Bajev et al. v. Rusland (EHRM 20 juni 2017, nrs. 67667/09, 44092/12 en 56717/12) is de roepnaam van een op 20 juni 2017 door het Europees Hof voor de Rechten van de Mens (EHRM) gewezen arrest, dat ziet op de invoering van een federale anti-homopropagandawet en diverse regionale anti-homopropagandawetten in Rusland. De rechtszaak was aangespannen door drie homorechtenactivisten uit Rusland; Nikolaj Bajev, Aleksej Kiseljov en Nikolaj Aleksejev.

## Achtergrond
De procedure werd aangespannen door Nikolaj Bajev, Aleksej Kiseljov en Nikolaj Aleksejev vanwege de invoering van meerdere regionale anti-homopropagandawetten in de periode 2006 tot 2013 en de federale anti-homopropagandawet uit 2013. De wetten die de zogenoemde 'propaganda van homoseksualiteit' verbieden zorgen volgens de verzoekers voor een algemeen verbod op het bespreken van homoseksualiteit.
De eerste verzoeker hield een demonstratie tegenover een middelbare school in Rjazan, met twee spandoeken, waarop stond "Homoseksualiteit is normaal" en "Ik ben trots op mijn homoseksualiteit". De tweede en derde verzoeker demonstreerden met spandoeken tegenover een kinderbibliotheek in Archangelsk met de tekst: "Rusland kent 's werelds hoogste tienerzelfmoordpercentage. Een groot aandeel hiervan is homoseksueel. Ze doen dit omwille een gebrek aan informatie over hun geaardheid. Afgevaardigden zijn kindermoordenaars. Homoseksualiteit is goed!" en "Kinderen hebben het recht op informatie. Grootse personen zijn soms ook homo; homo's kunnen ook groots worden. Homoseksualiteit is natuurlijk en normaal". Een van de mannen demonstreerde ook voor een gemeentegebouw in Sint-Petersburg.
Vanwege deze demonstraties werden alle activisten schuldig bevonden volgens het Russische Wetboek van Strafrecht en werd hen geldboetes opgelegd. In Rusland zijn ze zonder succes in beroep gegaan en ook tegenover het Constitutioneel Hof van Rusland werden ze niet in het gelijk gesteld. Daaropvolgend dienden ze hun verzoeken in bij het Europees Hof voor de Rechten van de Mens op respectievelijk 9 november 2009 en 2 juli 2012.

## Samenstelling van de kamer
Het arrest werd op 20 juni 2017 gegeven door een kamer van zeven rechters en was als volgt samengesteld:
- Helena Jäderblom (Zweden)
- Luis López Guerra (Spanje)
- Helen Keller (Zwitserland)
- Dmitri Dedov (Rusland)
- Alena Poláčková (Slowakije)
- Georgios Sergides (Cyprus)
- Jolien Schukking (Nederland).

De griffier was Stephen Phillips.

## Arrest
Op 20 juni 2017 werd geoordeeld dat de anti-homopropagandawetten discriminerend zijn en in strijd is met de vrijheid van meningsuiting. In de zaak Bajev et al. v. Rusland oordeelden zes rechters tegen één dat er sprake is van:
een overtreding van Artikel 10 (vrijheid van meningsuiting) van het Europees Verdrag voor de Rechten van de Mens.
een overtreding van Artikel 14 (discriminatie) in overeenstemming met Artikel 10 van het Europees Verdrag voor de Rechten van de Mens.
Het Hof concludeert dat de juridische bewoordingen in de wet vaag zijn en dat de uitvoering als gevolg daarvan arbitrair is. Bovendien stelden zij dat de wet discriminerend geformuleerd is en in zijn geheel geen legitiem publiek belang dient. Daarnaast concluderen zij dat de autoriteiten zorgen voor het toenemen van stigma en vooroordelen omtrent homoseksualiteit en daarmee homofobie aanmoedigen.
Onder Artikel 41 (compensatie) oordeelt het Hof dat Bajev, Kiseljov en Aleksejev gecompenseerd moeten worden voor respectievelijk 8.000, 15.000 en 20.000 euro aan niet-financiële schade. Kiseljov en Aleksejev ontvangen daarnaast 45 en 180 euro voor financiële schade die zij daardoor opliepen en 5.963 euro werd toegekend voor de kosten van het proces.
De scherpe bewoordingen van de zes rechters staan in scherp contrast met de uitlatingen van de Rusland afkomstige rechter Dmitri Dedov, die homoseksuelen vergeleek met kindermisbruikers: "Tot dertig procent van de kinderen die seksueel misbruikt worden zijn jongens en zeventig procent zijn meisjes. Als we noteren dat alle overtreders mannen zijn, dan is seksueel geweld tegen personen van hetzelfde geslacht een significant deel daarvan. Daardoor is het van belang om seksuele relaties tussen personen van hetzelfde geslacht in de wet op te nemen". Zijn uitspraken, in lijn met de retoriek uit Rusland, kwamen hem op veel kritiek en onbegrip te staan.

## Gevolgen van het arrest
Onder Artikel 43 en 44 van het Europees Verdrag voor de Rechten van de Mens is de uitspraak niet definitief. In de drie maanden die hierop volgen kan iedere partij verzoeken de zaak voor de Grote Kamer van het Hof te brengen. Als zo'n verzoek wordt gedaan, moet een jury van vijf rechters onderzoeken of de zaak verder onderzocht moet worden. In het geval de zaak opnieuw wordt behandeld moet de Grote Kamer een oordeel vellen. Als het verzoek geweigerd wordt, is de uitspraak in Bajev et al. v. Rusland definitief. Zodra een uitspraak definitief wordt, wordt deze overgeheveld naar het Comité van Ministers van de Raad van Europa om toe te zien op de uitvoering.
Rusland liet echter weten binnen drie maanden in beroep te gaan tegen de uitspraak. Ook blijft het onduidelijk of de uitspraak gevolgen heeft voor seksuele minderheden in Rusland, mede omdat het parlement van Rusland in 2015 een wet aannam waarin het zichzelf de bevoegdheid geeft om beslissingen van het Hof naast zich neer te leggen.